# Melaleuca styphelioides
Espèce
Classification phylogénétique
Melaleuca styphelioides, appelé communément arbre à écorce de papier épineux, est une espèce de plantes à fleurs du genre Melaleuca et de la famille des Myrtaceae. C'est un arbre originaire d'Australie.

## Description
Melaleuca styphelioides est un arbre qui peut atteindre 20 mètres, avec une canopée dense et arrondie et des rameaux tombants. L'écorce spongieuse est blanche ou brun clair et se détache en larges bandes.
Les feuilles sont sessiles, mesurent de 7 à 15 millimètres de long et 2,5 à 6 mm de large. Elles sont légèrement tordues, ont des pointes acérées, sont disposées alternativement sur les rameaux et ont entre 15 et 30 veines.
Les fleurs apparaissent en été dans des pointes cylindriques blanches ou en forme de bouteille de 2 à 5 centimètres de long et de 1 à 2 cm de diamètre. Souvent, une nouvelle croissance apparaît à la fin des pointes. Après la floraison, des capsules ligneuses brun-gris apparaissent en grappes le long des rameaux. Elles sont ovoïdes, sans tige et mesurent de 3 à 4 mm de diamètre.

## Taxonomie
L'espèce est d'abord formellement décrite en 1797 par le botaniste James Edward Smith dans les Transactions of the Linnean Society of London à partir de matériel végétal recueilli par David Burton près de Port Jackson. L'épithète styphelioides fait référence à la similitude des feuilles de cette espèce avec celles d'une plante du genre Styphelia de la famille des Ericaceae.

## Répartition
L'espèce se rencontre à l'est de l'Australie le long des rives des cours d'eau ou dans d'autres situations humides, principalement dans les zones côtières de Nowra, en Nouvelle-Galles du Sud, et vers le nord, dans le Queensland.

## Utilisation
En raison de ses caractéristiques d'enracinement profond, la pelouse peut être cultivée sous sa canopée. Melaleuca styphelioides est utilisé comme un arbre de rue à Sydney, avec de bons exemples à Campsie, dans la banlieue au sud-ouest, et aussi le long de nombreuses rues dans diverses banlieues du Grand Melbourne.

## Source de la traduction
- (en) Cet article est partiellement ou en totalité issu de l’article de Wikipédia en anglais intitulé « Melaleuca styphelioides » (voir la liste des auteurs).